# Optimització de la cartera
L'optimització de la cartera és el procés de seleccionar la millor cartera (distribució d'actius), del conjunt de totes les carteres considerades, segons algun objectiu. L'objectiu generalment maximitza factors com el rendiment esperat i minimitza costos com el risc financer. Els factors que es consideren poden variar des de tangibles (com actius, passius, guanys o altres fonamentals) fins a intangibles (com desinversions selectives).

## Teoria moderna de la cartera
La teoria moderna de carteres va ser introduïda en una tesi doctoral de 1952 per Harry Markowitz ; i es coneix com el model de Markowitz. Suposa que un inversor vol maximitzar el rendiment esperat duna cartera depenent de qualsevol quantitat determinada de risc. Per a les carteres que compleixen aquest criteri, conegudes com a carteres eficients, aconseguir un rendiment esperat més alt requereix assumir més risc, per la qual cosa els inversors s'enfronten a una compensació entre el risc i el rendiment esperat. Aquesta relació risc-rendiment esperat de les carteres eficients es representa gràficament mitjançant una corba coneguda com a frontera eficient. Totes les carteres eficients, cadascuna representada per un punt a la frontera eficient, estaran en principi ben diversificades . Si bé cercar rendiments més alts pot conduir a una sobreinversió significativa en valors de risc, especialment quan la volatilitat és alta, l'optimització de les carteres quan les distribucions de rendiment no són gaussianes és matemàticament desafiant.

## Mètodes d'optimització
El problema d'optimització de la cartera s'especifica com un problema de maximització de la utilitat restringida . Les formulacions comunes de les funcions dutilitat de la cartera el defineixen com el rendiment esperat de la cartera (net dels costos de transacció i finançament) menys un cost de risc. El darrer component, el cost del risc, es defineix com el risc de la cartera multiplicat per un paràmetre d ‟aversió al risc (o preu unitari del risc). Els professionals sovint afegeixen restriccions addicionals per millorar la diversificació i limitar encara més el risc. Exemples d'aquestes restriccions són els límits de ponderació de la cartera d‟actius, sectors i regions.

### Enfocaments específics
L'optimització de la cartera sovint es fa en dues etapes: optimitzar les ponderacions de les classes d'actius per mantenir i optimitzar les ponderacions dels actius dins de la mateixa classe d'actius. Un exemple del primer seria triar les proporcions col·locades en accions davant de bons, mentre que un exemple del darrer seria triar les proporcions de la subcartera d'accions col·locades en accions X, Y i Z. Les accions i els bons tenen valors financers fonamentalment diferents. característiques i tenen un risc sistemàtic diferent i, per tant, es poden considerar classes d'actius separades. Mantenir part de la cartera a cada classe proporciona certa diversificació, i tenir diversos actius específics dins de cada classe permet una diversificació més gran. En utilitzar aquest procediment de dos passos, s'eliminen els riscos no sistemàtics tant a nivell d'actiu individual com a classe d'actiu. Per aplicar les fórmules específiques per a carteres eficients, s'ha de tenir en compte la separació de carteres en l'anàlisi de variància mitjana.
Un enfocament per a l'optimització de la cartera és especificar una funció d'utilitat esperada de von Neumann-Morgenstern definida sobre la riquesa final de la cartera per al qual cal maximitzar el valor esperat de la utilitat. Per reflectir una preferència per rendiments més alts en lloc de més baixos, aquesta funció objectiu augmenta la riquesa i, per reflectir l'aversió al risc, és còncava. Per a funcions dutilitat realistes en presència de molts actius que es poden mantenir, aquest enfocament, encara que teòricament és el més defensable, pot ser computacionalment intensiu.
Harry Markowitz va desenvolupar el "mètode de línia crítica", un procediment general per a la programació quadràtica que pot manejar restriccions lineals addicionals i límits superiors i inferiors en les participacions. A més, en aquest context, lenfocament proporciona un mètode per determinar el conjunt complet de carteres eficients. La seva aplicació va ser explicada més tard per William Sharpe.

### Eines matemàtiques
La complexitat i escala de loptimització de carteres sobre molts actius significa que el treball generalment es realitza per ordinador. Per a aquesta optimització és fonamental la construcció de la matriu de covariància per a les taxes de rendiment dels actius de la cartera.
Les tècniques inclouen:
- Programació lineal[8][9]
- Programació quadràtica
- Programació no lineal
- Programació d'enters mixts
- Mètodes metaheurístics[10]
- Programació estocàstica per a l'optimització de la cartera de diverses etapes[11]
- Mètodes basats en còpula[12]
- Mètodes basats en components principals
- Optimització global determinista
- Algorisme genètic[13]

## Restriccions de l'optimització
L'optimització de la cartera generalment es realitza subjecta a restriccions, com ara restriccions reguladores o manca de liquiditat. Aquestes limitacions poden provocar ponderacions de la cartera que se centrin en una petita submostra d'actius dins de la cartera. Quan el procés d'optimització de la cartera està subjecte a altres restriccions, com ara impostos, costos de transacció i comissions de gestió, el procés d'optimització pot ser una cartera poc diversificada.

### Regulació i impostos
És possible que la llei prohibeixi als inversors tenir alguns actius. En alguns casos, l'optimització de la cartera sense restriccions conduiria a la venda a curt termini d'alguns actius. No obstant això, les vendes curtes poden estar prohibides. De vegades no és pràctic mantenir un actiu perquè el cost fiscal associat és massa alt. En aquests casos, cal imposar les restriccions adequades al procés d'optimització.

### Costos de transacció
Els costos de transacció són els costos de negociació per canviar els pesos dels elements de la cartera. Com que la cartera òptima canvia amb el temps, hi ha un incentiu per reoptimitzar freqüentment. No obstant això, una negociació massa freqüent implicaria costos de transacció massa freqüents; per tant, l’estratègia òptima és trobar la freqüència de reoptimització i negociació que equilibri adequadament l’evitació dels costos de transacció evitant quedar-se amb un conjunt desactualitzat de proporcions de cartera. Això està relacionat amb el tema de l’error de seguiment, pel qual les proporcions d’accions es desvien amb el temps d’algun punt de referència en absència de reequilibri.

## Millora de l'optimització de la cartera

### Correlacions i avaluació de riscos
Els diferents enfocaments per a l'optimització de la cartera mesuren el risc de manera diferent. A més de la mesura tradicional, la desviació estàndard o el seu quadrat (variança), que no són mesures de risc sòlides, altres mesures inclouen l'índex de Sortino, el CVaR (valor condicional en risc) i la dispersió estadística.
La inversió és una activitat prospectiva i, per tant, les covariances dels rendiments s'han de preveure en lloc d'observar-se.
Quan l’inversor té una certa por de perdre diners (aversió al risc) i els preus de les accions no coincideixen amb els valors que s’esperaven o que s’havien observat abans, cal optimitzar la cartera. Això és especialment important en les crisis financeres, quan els preus de les accions es mouen de manera molt semblant i la diversificació no serveix de gaire per evitar les pèrdues.
En un marc d'optimització de variància mitjana, l'estimació precisa de la matriu de variància-covariància és primordial. Les tècniques quantitatives que utilitzen la simulació de Montecarlo amb la còpula gaussiana i distribucions marginals ben especificades són eficaces. És important permetre que el procés de modelatge tingui en compte les característiques empíriques en els rendiments de les accions, com l'autoregressió, la volatilitat asimètrica, l'asimetria i la curtosi. No tenir en compte aquests atributs pot conduir a un error d'estimació sever a les correlacions, variàncies i covariances que tenen biaixos negatius (fins al 70% dels valors òptims).
Altres estratègies d'optimització que se centren a minimitzar el risc (per exemple, valor en risc, valor condicional en risc) a les carteres d'inversió són populars entre els inversors aversos al risc. Per minimitzar l'exposició al risc, els pronòstics de rendiment d'actius utilitzant la simulació Monte-Carlo amb còpules gaussianes per permetre una dependència de cua més baixa (esquerra) (per exemple, Clayton, Rotated Gumbel) a grans carteres d'actius són les més adequades.
Més recentment, els administradors de fons de cobertura han estat aplicant una "optimització a gran escala" mitjançant la qual qualsevol funció d'utilitat de l'inversor es pot utilitzar per optimitzar una cartera. Se suposa que aquesta metodologia és més pràctica i adequada per als inversors moderns les preferències de risc dels quals impliquen reduir el risc de cua i minimitzar el biaix negatiu en la distribució de rendibilitat de la cartera d'inversions. Quan aquestes metodologies impliquen l'ús de funcions d'utilitat de moment superior, cal fer servir una metodologia que permeti pronosticar una distribució conjunta que tingui en compte la dependència asimètrica. Una metodologia adequada que permet que la distribució conjunta incorpori la dependència asimètrica és la Clayton Canonical Vine Copula.

### Cooperació en optimització de carteres
Si diversos inversors uneixen els seus diners i inverteixen en una cartera comuna, després poden repartir-se el benefici (que no és segur) segons el que els convingui més per les seves preferències de guany /risc. Segons alguns models matemàtics, cada inversor pot aconseguir una part que val més que si hagués invertit per la seva compte de manera òptima.